# 相模原市立串川小学校
相模原市立串川小学校（さがみはらしりつ くしかわしょうがっこう）は、神奈川県相模原市緑区長竹にある公立小学校である。

## 沿革
出典
- 1873年（明治6年）7月7日 - 第1大学区第29中学区第94番小学中野学校第2支校青山学校として青山村宮原に創設して開校する。
- 1879年（明治12年）4月 - 青山村立東部青山学校と改称。
- 1880年（明治13年）5月 - 青山村立串川小学校と改称。
- 1892年（明治25年）5月 - 串川小学校と改称。
- 1897年（明治30年）10月18日 - 長竹小学校を統合し、青山村1ヶ村組合立尋常高等串川小学校として、現在地に開校。
- 1899年（明治32年）8月1日 - 教室50坪を増築。
- 1911年（明治44年）4月1日 - 教室・裁縫室5坪を増築。
- 1923年（大正12年）4月1日 - 串川尋常高等学校と改称。
- 1926年（大正15年）4月15日 - 校舎・便所等700坪を増築。
- 1929年（昭和4年）5月1日 - 串川村立串川第二小学校と改称。
- 1934年（昭和9年）8月25日 - 校舎・便所等110坪を増築。
- 1937年（昭和12年）4月26日 - 校舎75坪・裁縫室・作法室40坪を増築。
- 1941年（昭和16年）4月1日 - 国民学校令により、串川村立中央国民学校と改称。
- 1947年（昭和22年）
  - 4月1日 - 学制改革により、串川村立中央小学校と改称。
  - 10月18日 - 串川小学校創立50周年記念式典挙行。
- 1949年（昭和24年）春 - 校歌制定。
- 1955年（昭和30年）
  - 4月1日 - 町村合併により、津久井町立串川小学校と改称。
  - 9月16日 - 明治以来の校舎の跡地に2階建木造（1091㎡）校舎を改築する。
- 1957年（昭和32年）10月18日 - 校章制定。
- 1962年（昭和37年）5月22日 - 大正15年建設校舎跡地に串川中学校共有の調理場建設をする。
- 1966年（昭和41年）
  - 7月23日 - 串川地区3校共同プール完成し、プール開き挙行。
  - 11月23日 - 串川小学校創立70周年記念式典挙。
- 1975年（昭和50年）4月28日 - 鉄筋3階建校舎を建設する（2139㎡）。
- 1979年（昭和54年）3月31日 - 給食センターが根小屋移転。
- 1983年（昭和58年）
  - 3月31日 - 木造校舎改築のため普通教室4・特別教室5のプレハブ校舎を建設する。
  - 4月1日 - プレハブ校舎使用開始。
- 1984年（昭和59年）
  - 2月25日 - 鉄筋コンクリート造4階建校舎（延面積2413㎡）新築する。
  - 3月10日 - 串川小学校増改築完成と創立88周年記念の両式典を挙行。
  - 8月25日 - 校舎南側に体育用具室を設置する（延面積74㎡）。
- 1991年（平成3年）10月28日 - 旧校舎屋上防護柵塗装。
- 1992年（平成4年）
  - 1月7日 - 電源漏電工事。
  - 7月11日 - 校舎玄関・体育倉庫ドア改修工事。
  - 11月1日 - 小中学校合同プール建設工事着工。
- 1993年（平成5年）3月31日 - 特殊学級教室改修工事。
- 1994年（平成6年）5月18日 - 小中学校合同プール竣工式挙行。
- 1995年（平成7年）11月16日 - 旧校舎外壁・屋上塗装。
- 1996年（平成8年）
  - 9月6日 - 各教室にインターホン設置。
  - 11月9日 - 創立100周年記念式典挙行。
- 1997年（平成9年）1月30日 - 校舎耐震検査実施。
- 1998年（平成10年）11月20日 - 階段落下防止工事実施。
- 2006年（平成18年）
  - 3月20日 - 1市2町の合併に伴い、相模原市立串川小学校と改称。同日をもって、社会体育館から串川小学校に移管となる。
  - 6月 - 監視カメラの設置。
  - 7月1日 - 同日から8月30日まで、アスベスト除去工事実施。
  - 9月 - PC教室機器更新。
  - 11月 - 校舎ベランダ手すり塗装工事と防災無線の設置。
- 2007年（平成19年）
  - 5月29日 - 体育館通路蛍光灯設備工事完了。
  - 5月31日 - 校舎西側浄化槽工事完了。
  - 6月1日 - 体育館浄化槽工事開始。
- 2007年（平成19年）7月 - この月と11月の2回、県委託上下流域交流事業として、青根小学校・宮上小学校と交流。
- 2008年（平成20年）
  - 1月12日 - FF式ストーブを1学年から3学年教室に設置。
  - 1月22日 - 掲揚塔取り替え工事（新掲揚塔設置）。
  - 2月11日 - 校舎東側門設置。
  - 3月11日 - 新FAX機器設置。
  - 7月22日 - この日から10月30日まで、西校舎手洗いのドライトイレ化工事実施。
  - 10月1日 - この日から翌年3月12日まで、体育館耐震工事実施。
- 2009年（平成21年）
  - 1月8日 - （プール跡地へ）の通用扉設置。
  - 7月1日 - この日から8月31日まで正門移設工事実施。
- 2010年（平成22年）
  - 7月 - 普通教室に扇風機設置。
  - 9月 - 防犯用センサーライト取り付けと防犯カメラの増設。
- 2011年（平成23年）
  - 3月11日 - 14時46分頃に発生した東日本大地震により、 壁にひび割れ等の被害が出た。
  - 8月30日 - 校舎内ひび割れ補修工事完了。
  - 12月27日 - 体育館通路の階段改修工事完了。
- 2012年（平成24年）11月22日 - 図工室の机天板の取り替え完了。
- 2013年（平成25年）
  - 2月23日 - 西玄関の床マット張り替え工事。
  - 9月9日 - 東校舎改造工事完了。
- 2014年（平成26年）
  - 1月6日 - 西校舎2階～4階床マット張り替え工事。
  - 7月 - 東側昇降口前スロープの手すり補強修繕。
- 2015年（平成27年）3月 - 校庭ジャングルジム修繕。
- 2016年（平成28年）2月9日 - 東校舎屋上ヘリサイン工事完了。
- 2017年（平成29年）
  - 3月1日 - 創立120周年記念と緑化事業完成の両式典挙行。
  - 6月6日 - 創立120周年記念航空写真撮影。
  - 8月17日 - 新受話器設置。
  - 12月18日 - 120周年記念事業として、SC相模原による「夢授業」実施。
- 2018年（平成30年）
  - 3月13日 - 新FAX複合機設置。
  - 3月16日 - AED屋外移設。
  - 9月10日 - 児童机天板張り替え。森林学習実施。
- 2019年（令和元年）
  - 8月26日 - 夏季休業が短縮され2学期開始。
  - 10月1日 - 普通教室空調施設設置。
- 2020年（令和2年）3月 - この月から5月まで、コロナ感染拡大防止のため休校。
  - 4月20日 - 監視カメラ機器の更新。
  - 8月5日 - 西昇降口タイル修理。
  - 8月25日 - 外用スピーカー設置。
  - 10月26日 - 児童用タブレット152台設置。
  - 12月1日 - 校庭ブランコ等点検及び修繕（この間は使用見合わせ）。
  - 12月2日 - 駐車場専用ライト設置。
  - 12月21日 - 東校舎屋上有害動物対策機器（GPS）設置。
- 2021年（令和3年）
  - 8月25日 - この日から31日まで、コロナ感染拡大防止のため臨時休校。
  - 12月27日 - 校庭桜の木伐採（老朽化のため）。

## 通学区域
- 相模原市緑区[2]
  - 青山（1番〜2881番）
  - 長竹（全域）
  - 根小屋（1924番〜1936番・1958番〜1974番・1977番〜2228番・2479番・2484番〜2518番1号・2523番〜2543番1号・2596番1号〜2596番36号）

## 進学中学校
- 相模原市緑区[3]
  - 相模原市立串川中学校

## 学校周辺
- 相模原市立串川中学校 - 敷地が隣接
- 国道413号
- 神奈川県道513号鳥屋川尻線
  - 本校は、上記国道と県道の間に敷地がはさまれている形。
- 串川グラウンド
  - ゲートボール場
- 串川診療所

## アクセス
- 神奈川中央交通「橋03」・「橋04」・「橋07」・「三51」の各系統で、「長竹[4]」バス停下車後、徒歩約150m・約2分（学校近くにある歩道橋を利用した場合）。